# 清太宗第十三女
清太宗第十三女（1638年—1657年），名不详，清太宗皇太极的第十三女。
她的生母是庶妃纳喇氏，和高塞、清太宗第十女同母。依当时后金习俗，可称她为格格。1652年二月，嫁给了拉哈（瓜尔佳氏）。1657年四月，她以二十岁的寿命去世，她没有得到封号。其同母兄姐，受封爵位亦较低，盖因清初册封制度不完善和其母婚姻名份卑微之故。